# Liste der Monuments historiques in Bannes (Marne)
Die Liste der Monuments historiques in Bannes führt die Monuments historiques in der französischen Gemeinde Bannes auf.

## Liste der Objekte
| Bezeichnung                      | Beschreibung                          | Standort                      | Kennzeichnung | Schutzstatus | Datum | Bild |
| -------------------------------- | ------------------------------------- | ----------------------------- | ------------- | ------------ | ----- | ---- |
| Tabernakel                       | Holz, vergoldet, 18. Jahrhundert      | in der Kirche St-Vaast (Lage) | PM51002069    | Inscrit      | 1974  |      |
| Skulptur Madonna mit Kind        | Holz, farbig gefasst, 16. Jahrhundert | in der Kirche St-Vaast (Lage) | PM51002067    | Inscrit      | 1974  |      |
| Prozessionsstab Madonna mit Kind | Holz, 18. Jahrhundert                 | in der Kirche St-Vaast (Lage) | PM51002068    | Inscrit      | 1974  |      |